# Colònia Sorribes
La colònia Sorribes o Can Jordana és una colònia tèxtil de Ripoll, al Ripollès, al peu del riu Freser, inclosa en l'Inventari del Patrimoni Arquitectònic de Catalunya.

## Descripció
El que era l'antiga fàbrica tèxtil és un gran edifici rectangular amb semisoterrani, dos pisos i golfes; un sistema estructural molt repetit en fàbriques del sector, que actualment es troba en bon estat de conservació. Les cantonades d'aquest edifici estan remarcades amb falsos carreus i les obertures, d'arc rebaixat, amb rajol vist. L'estructura és a base de dues rengleres de pilars de ferro colat que formen tres crugies. La coberta és de teula àrab. A l'edifici primitiu se n'hi ha adossat un de nou també de tres plantes. Actualment el conjunt està destinat a factoria metal·lúrgica. Al costat de la fàbrica hi ha la central hidroelèctrica. La turbina, model Kaplan, té una potència de 420 CV, i el salt net és de 12,20 m. A l'altra banda de la carretera hi ha dos blocs d'habitatges, que eren els antics habitatges dels treballadors. Aquests segueixen la típica construcció seriada i austera de planta baixa i un pis, amb escala lateral exterior a manera de llarga balconada. Alguns dels habitatges continuen ocupats.
Aquest conjunt es troba al peu de l'antiga carretera N-152, km 107,5, actual N-260, entre Ripoll i Campdevànol.

## Història
Ramon Jordana, veí de Barcelona, l'any 1871 va demanar autorització per aprofitar aigües del riu per a una fàbrica de filats i teixits de cotó. El Govern Civil va aprovar l'aprofitament el 1872. Com que no va acabar les obres en el termini establert, va caducar la concessió, l'any 1887. Aquest mateix any va tornar a demanar l'aprofitament. El Govern Civil, el desembre del 1888, va autoritzar la captació de 1.200 l/s.
Un cop construïda la fàbrica de filats de cotó a l'indret de Sorribes, Ramon Jordana l'arrendà a diferents industrials cotoners. La necessitat de disposar de mà d'obra treballadora estable aconsellà la construcció d'un petit grup d'habitatges l'any 1903. L'empresa Hilados y Torcidos Ficena, SA s'hi va establir l'any 1955. L'empresa metal·lúrgica Comforsa la va adquirir l'any 1999, i la força que produeix el salt es ven a la xarxa general Fecsa-Enher.